# Epilineutes globosus
Epilineutes globosus är en spindelart som först beskrevs av O. Pickard-Cambridge 1896.  Epilineutes globosus ingår i släktet Epilineutes och familjen strålspindlar. Inga underarter finns listade i Catalogue of Life.